# 宿戶站
40°21′58″N 141°44′48″E / 40.3661°N 141.7468°E
宿戶站（日语：／ Shukunohe eki */?）是東日本旅客鐵道（JR東日本）八戶線沿線的鐵路車站，位於岩手縣九戶郡洋野町種市第7地割117-17。

## 車站結構
宿戶站是無人站。月台採側式月台1面1線設計.

## 附近環境
- 宿戶簡易郵局
- 洋野町立宿戶小學
- 洋野町立宿戶中學

## 历史
- 1954年（昭和29年）8月5日－本站開業。
- 1987年（昭和62年）4月1日－國鐵分割民營化，本站由JR東日本接手管理。

## 相鄰車站
東日本旅客鐵道
■八戶線
玉川－宿戶－陸中八木

## 外部連結
- JR東日本－宿戶站（页面存档备份，存于）（日語）